# Maria Kirilenko
Maria Kirilenko (n. 25 ianuarie 1987, Moscova, RSFS Rusă, URSS) este o jucătoare de tenis rusă, medaliată olimpică. A participat la o ediție a Jocurilor Olimpice (2012) în care a câștigat o medalie de bronz.

## Participări
Lista de mai jos prezintă principalele competiții la care a participat Maria Kirilenko de-a lungul carierei.
- tennis at the 2012 Summer Olympics – women's doubles[*]